# Revista da Cidade
Revista da Cidade foi uma revista eletrônica apresentada por Regiane Tápias e exibida de segunda à sexta na TV Gazeta de 2 de abril de 2012 a 30 de junho de 2023.

## História
Depois da saída de Claudete Troiano (Ex-TV Aparecida e hoje na RedeTV!), a emissora passou a produzir um novo programa para substituir a vaga deixada pelo Manhã Gazeta. Assim nasceu o Revista da Cidade, em formato de revista eletrônica, produto destinado a homens e mulheres, e privilegiará serviços prestados à comunidade. Buscando uma maior aproximação com o público, a apresentadora aborda temas como infraestrutura, direito do consumidor e economia doméstica, histórias do cotidiano que permitem incutir emoção, quadro de astrologia e pautas sobre saúde. Com o passar do tempo, o programa passou também a apostar em quadros de culinária, musicais e com notícias de celebridades. 
O jornalista Gabriel Perline assumiu a editoria de celebridades em agosto de 2016, substituindo Leão Lobo. Luciana Magalhães substituiu Anna Paola Fragni a partir de 20 de abril de 2017, no comando dos boletins jornalísticos ao longo do programa. Entre 04 de dezembro de 2012 a 22 de fevereiro de 2013 foi apresentado por Marisy Idalino durante licença maternidade de Regiane Tápias. Marisy retorna em 18 de dezembro de 2017 a 18 de março de 2018 para mais uma vez cobrir a licença maternidade de Regiane.  Entre os dias 24 de março a 31 de julho de 2020 a atração ficou fora do ar devido à pandemia da COVID-19 e retornou com o novo nome de Revista da Manhã. Em 12 de fevereiro de 2021 o apresentador Leão Lobo retorna à atração no lugar de Perline. Em 21 de janeiro de 2022 o programa voltou a usar o seu nome original. 
Em 30 de junho de 2023 o programa saiu do ar em meio à maior crise financeira da Gazeta, tendo o horário vendido à Igreja Universal do Reino de Deus e parte da equipe transferida para o Mulheres.